# Chiara Valentini (Rennfahrerin)

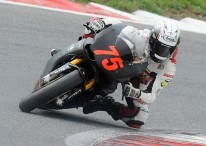
Chiara Valentini auf dem Ducati-Prototyp LR F042 von Franco Lenci

Chiara Valentini (geboren 3. April 1975 in Rom) ist eine italienische Motorradrennfahrerin und Fernsehmoderatorin. Sie war 2006 Gewinnerin des European Womens Cup auf einer Ducati 749R.

## Leben

### Jugend
Mit 18 Jahren bekam Valentini ihr erstes Motorrad: eine Aprilia Pegaso 125. Kurze Zeit später begann sie auf dem Autodromo Vallelunga mit dem Motorradsport. 1995 startete sie auf einer Cagiva Mito in Vallelunga erstmals bei einem Rennen. Allerdings war der Motorsport so teuer, dass sie sich vorerst auf das Reisen mit dem Motorrad verlegte. Im Jahr 2000 nahm sie die Tourist Trophy auf der Isle of Man zum Anlass, mit dem Motorrad nach England zu reisen. Auch in Italien, in der Schweiz, auf Korsika, in Österreich und Frankreich war sie unterwegs.

### Motorradsport-Karriere
2001 nahm Valentini während der gesamten Superbike-Saison im offiziellen Suzuki DMR-Team teil.
2004 wurde die Trofeo Italiano Motocicliste erstmals ausgetragen und Valentini nahm mit ihrer Multistrada 1000 teil. Sie belegte den 5. Platz in der Gesamtwertung der 1000er und wurde beste Ducati-Privatfahrerin.
Diese Erfahrung brachte ihr im folgenden Jahr eine Nominierung für das erste offizielle Ducati-Damenteam in der Geschichte des Bologneser Herstellers ein. Zusammen mit Paola Cazzola war sie Mitglied des Y2K-Team, das von Ducati betreut wurde. Ihnen wurden zwei Ducati 999S zur Verfügung gestellt, mit denen Valentini den dritten und Cazzola den ersten Platz im Campionato Italiano Femminile belegten.

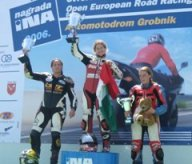
Europameisterin auf dem Automotodrom Grobnik in Rijeka (Kroatien)

2006 setzte das Ducati-Y2K-Team Valentini mit einer Ducati 749R in der Supersportklasse des Campionato Italiano Femminile und beim European Womens Cup ein. In ihrem ersten Rennen der Frauen-Europameisterschaft auf dem Autodromo Vallelunga errang Valentini ihren ersten Sieg. Einige Monate später gewann sie den Europameistertitel. Im selben Jahr kämpfte sie auch um den nationalen Meistertitel, war aber durch eine Schulterverletzung beeinträchtigt und wurde Zweite. Die gleiche Verletzung beeinträchtigte sie auch in der Saison 2007: Auf einer Kawasaki Ninja ZX-6R konnte sie nur an zwei Rennen der italienischen Frauenmeisterschaft teilnehmen.

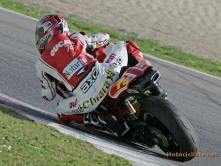
Valentini auf der Werks-Ducati in Vallelunga 2006

Im Jahr 2008 beschloss sie, die Männer bei der Trofeo Ducati herauszufordern, indem sie bei der Ducati Desmo Challenge in der Kategorie Protwins (Prototypen) mit der Ducati LR F042 von Franco Lencis „Team LenciRacing“ antrat. Anschließend beendete sie ihre Motorradsportkarriere.

### Fernsehmoderatorin
Nachdem die sportliche Saison nicht so gut lief, begann Valentini zwei wichtige Kooperationen einzugehen: Zusammen mit Giacomo Agostini und Marco Lucchinelli wurde sie zum Fernsehgesicht von MotoTV, dem ersten Sky-Italia-Sender, der sich ganz dem Thema „Zweiräder“ widmete.
Durch ihre Erfahrungen bei der Ducati Desmo Challenge entwickelte Valentini die Idee zum Fernsehformat „Affari di Famiglia“ („Familienangelegenheiten“), das auf MotoTV ausgestrahlt wurde. Dabei wurde das Leben eines Paares verfolgt, das sich auf der Rennstrecke in einer Motorradmeisterschaft gegenseitig herausfordert und den Fans einen Blick hinter die Kulissen des Motorradsports ermöglicht.

### Instruktorin
2002 qualifizierte Valentini sich zum Eidgenössischen Verkehrssicherheitstechniker und war seitdem Instruktorin für folgende Veranstaltungen:
- Festa in Pista, Vallelunga, gesponsert vom italienischen Motorradfahrerverband (Federazione Motociclistica Italiana – FMI)
- Theoretische und praktische Kurse zur Erlangung des Führerscheins in den Schulen von Rom und der Provinz
- Maranello Racing für Sicherheit; Pirelli Promotion Day – Motocicliste
- 4. Europäisches Motorradtreffen der Frauen
- Ducati 999 my’05: Testfahrt
- 5. Europäisches Motorradtreffen der Frauen
- Ducati Basic Training auf der EICMA
- 6. Europäisches Motorradtreffen der Frauen
- Präsentation im Namen der IMF bei der Verleihung der Champions Awards 2006
- 7. und 8. Europäisches Motorradtreffen der Frauen

### Engagement im Behindertensport
Im Jahr 2013 gründete Valentini zusammen mit Emiliano Malagoli die gemeinnützige Organisation Di.Di. Diversamente Disabili (Anders behindert), um junge Menschen mit einer körperlichen Behinderung mit oder wieder mit dem Motorrad vertraut zu machen. So entstand die erste Meisterschaft der Welt für paralympische Fahrer, zunächst in Italien und später auch im Ausland.
2017 wurde das International Bridgestone Handy Race durchgeführt und landete auf der Weltbühne der MotoGP und der Superbike-Weltmeisterschaft (SBK).
Von 2016 bis 2018 moderierte sie zusammen mit Annalisa Minetti die Sendung „Never Give Up“ auf Automoto TV, die auf Sky ausgestrahlt wurde; die beiden waren auch die Autoren der Sendung.